# Rita Ora
Rita Sahatçiu Ora, född 26 november 1990 i Pristina i Jugoslavien, är en brittisk sångerska, låtskrivare och skådespelare.

## Karriär
Ora är av kosovoalbanskt ursprung. Hennes familj flyttade från Kosovo i dåvarande Jugoslavien till London i England när hon var ett år gammal.
År 2004 var hon med i den brittiska filmen Spivs. Hennes musikkarriär började 2008 då hon var med på singeln "Where's Your Love" av Craig David.
Hon skulle delta i Storbritanniens uttagning till Eurovision Song Contest 2009 men hoppade av.
Samma år fick hon skivkontrakt på Jay-Zs skivbolag Roc Nation och har sedan dess släppt flera singlar. Hennes singel "Hot Right Now" blev en hit i Storbritannien. Även låten "R.I.P" har toppat singellistorna. Under sommaren 2012 turnerade Rita tillsammans med Coldplay under deras Europaturné.
Den 27 augusti 2012 släpptes hennes debutalbum Ora som innehåller samarbeten med bland andra J. Cole, will.i.am, The-Dream och den framgångsrika norska duon Stargate, som producerat låtar åt artister som Beyonce, Ne-Yo och Rihanna.
Ora syns även i Jay-Zs musikvideo till "Forever Young" och Drakes "Over".
År 2015 inlämnade Ora en stämningsansökan mot skivbolaget Roc Nation, och de två parterna hamnade i en konflikt vilken slutade med att hon i juni 2016 skrev kontrakt med skivbolaget Atlantic Records.
Sedan 2022 är hon gift med den nyzeeländska filmregissören Taika Waititi.

## Diskografi

### Album
- 2012 – Ora
- 2018 – Phoenix
- 2023 – You & I

### Singlar
- 2008 - "Where's Your Love" (med Craig David och Tinchy Stryder)
- 2008 - "Awkward" (med Craig David)
- 2012 - "Hot Right Now" (med DJ Fresh)
- 2012 - "R.I.P." (med Tinie Tempah)
- 2012 - "How We Do (Party)"
- 2012 - "Shine Ya Light"
- 2012 - "Radioactive"
- 2014 - "I Will Never Let You Down"
- 2015 - "Poison"
- 2015 - "Body On Me" (med Chris Brown)
- 2015 - "Coming Home" (med Sigma)
- 2017 - "Your Song"
- 2017 - "Lonely Together" (med Avicii)
- 2017 - "Anywhere"
- 2018 - "Let you love me"